# Alcinoüs (mythologie)
Alkinoös (Oudgrieks: Ἀλκίνοος - "sterkte van geest") of Alcinous (gelatiniseerd; in het Ned. dan Alcinoüs) is een figuur uit de Griekse mythologie. In Homeros' Odyssee is Alkinoös de koning der Phaiaken en heerser over het eiland Scheria.

## Alkinoös in deOdyssee
Homeros vermeldt in diens Odyssee dat Alkinoös de zoon is van Nausithoös en een kleinzoon van Poseidon en Peiriboia. Hij was getrouwd met Arete, de enige dochter van zijn broer Rhexenor. Met haar had hij Nausikaä als dochter en vijf zoons.
Alkinoös was de koning van de Phaiaken. Zij woonden eerst op het eiland Hyperia (Hypereia), als buren van de Cyclopen,  maar Alkinoös' vader Nausithoös had ze naar Scheria verhuisd. In boek VI van de Odyssee wordt verteld hoe Alcinoös Odysseus gastvrij ontvangt. Odysseus doet in het paleis van de koning verslag van zijn avonturen. Ten slotte wordt hij in boek XIII van de Odyssee door de Phaiaken naar zijn thuiseiland Ithaka gevaren.

## Alkinoös in de mythe van de Argonauten
In de mythe van de Argonauten wordt verteld dat de Argonauten met Medea in hun gezelschap op de terugweg van Colchis landden op het eiland van de Phaiaken. Dit verblijf wordt met name beschreven door Apollonius Rhodius in zijn Argonautica (IV, 994-1222), waar het eiland van de Phaiaken Drepane wordt genoemd. De Colchiërs die de Argonauten achtervolgden, eisten dat Alkinoös Medea zou teruggeven. Hij antwoordde dat hij haar als ze nog een maagd was zou teruggeven aan haar vader, maar dat hij haar anders aan Jason zou geven. Toen Arete, de vrouw van Alkinoös, hiervan hoorde, zorgde ze dat Medea met Jason trouwde voordat Alkinoös besliste. Medea werd aan Jason toegewezen, en de Colchiërs besloten uit angst voor represailles van hun koning Aietes op het eiland van de Phaiaken te blijven wonen.

## Het eiland van Alkinoös
Het eiland van de Phaeaken werd later (o.a. door Strabo in zijn Geographika, VII, 3, 6) meestal gelijkgesteld met Kerkyra oftewel Korfoe. Overigens wordt Alkinoös in latere bronnen (m.n. Diodoros IV, 72, 3) wel de zoon van Phaiax genoemd, de zoon van Poseidon en de nimf Kerkyra, die naamgeefster was van het eiland. Een andere link tussen Alkinoös en Kerkyra wordt gelegd door Thucydides, die vermeldt (Hist. III, 70, 4) dat Alkinoös op Kerkyra als heros werd vereerd.